# Richmond (Ontario)
Pour les articles homonymes, voir Richmond.
Richmond est un village et une ancienne municipalité située dans la banlieue d'Ottawa en Ontario au Canada.
Fondée en 1818, sa population était de 3 301 habitants en 2006.